# 2958 Arpetito
2958 Arpetito este un asteroid din centura principală, descoperit pe 28 februarie 1981 de Henri Debehogne.